# 요한 크라위프 스할
요한 크라위프 스할(네덜란드어: Johan Cruijff Schaal, 발음 [ˌjoːɦɑŋ ˈkrœyf ˌsxaːl])은 매년 에레디비시 우승팀과 KNVB컵 우승팀이 맞붙는 네덜란드의 슈퍼컵으로 KNVB가 주관하고 있다.
1996년까지 네덜란드 슈퍼컵, PTT 텔레콤 컵으로 불렸다. 이후 네덜란드의 축구 영웅 요한 크라위프의 이름을 따서 현재의 이름을 사용하고 있다.
전통적으로 매년 네덜란드 리그가 개막하기 직전인 8월 첫째주에 열린다.

## 역사

### 초대 대회
1949년 6월 25일, KNVB는 창립 40주년을 기념해서 네덜란드 내셔널 풋볼 챔피언십의 우승팀과 네덜란드 컵의 우승팀 간의 기념 경기를 개최했다. 당시 리그 우승팀인 SV SVV와 컵 대회 우승팀인 퀵 1888은 네이메헌에 위치한 호버르트 스타디온에서 경기를 가졌으며 SVV는 얀 스럼프와 헹크 쾨네만의 골로 퀵 1888에 2-0으로 승리했다. 이 경기는 기념 경기로서 일회성 이벤트였지만 이후 첫 번째 네덜란드 슈퍼 컵으로 간주된다.

### 두 번째 대회의 취소
1949년 첫번째 대회 이후 계속해서 슈퍼컵 대회를 개최하지 않다가 1989년에 KNVB는 창립 100주년을 맞아 또 다른 슈퍼컵 대회를 개최할 예정이었다. 이 경기는 8월 8일에 에레디비시와 KNVB컵 우승팀인 PSV와 리그 준우승팀인 아약스가 에인트호번에 위치한 필립스 스포츠파크에서 경기를 가질 예정이었다. 하지만 처음에 당시 에인트호벤 시장이 안전상의 이유로 입장인원에 제한을 두길 원했고 KNVB는 경기 장소를 암스테르담에 위치한 드 미어 스타디온으로 변경했지만 암스테르담 시장 역시 같은 이유로 난색을 표하며 KNVB는 두 시장과 협의 끝에 결국 경기를 취소했다.

### 정식 개최
두 번째 대회가 취소되고 2년 후인 1991년에 두번째 네덜란드 슈퍼컵 경기가 열렸다. 1990년 KNVB는 이 대회를 위해 PTT와 후원계약을 맺었고 대회 이름은 PTT 텔레콤 컵으로 명명되었다. KNVB컵 우승팀인 페예노르트는 마리앙 다마신의 골로 에레디비시 챔피언인 PSV와의 경기에서 승리했다.
세 번째 대회 이후 PTT가 후원을 중단하면서 대회 이름은 네덜란드 슈퍼컵으로 변경되었다.

### 대회의 변화
1996년 대회부터 이름과 경기장소가 변경되었다. 우선 대회 이름은 요한 크라위프의 이름을 따서 요한 크라위프 스할로 변경되었고 경기 장소도 암스테르담 아레나에서 고정으로 경기를 치르기로 결정했다. 또한 경기 수익금의 일부는 요한 크라위프 재단에 기부된다.
2014년 대회부터는 정규 시간이 끝나고 양 팀이 무승부일 경우 연장전없이 바로 승부차기에 돌입해서 우승팀을 가린다. 이는 KNVB가 리그 개막을 앞두고 선수들의 부상 방지 차원에서 이와 같이 결정했다.

## 구성

### 참가 자격
일반적으로 경기는 에레디비시 우승팀과 KNVB컵 우승팀이 참가하여 진행된다. 만약 에레디비시와 KNVB컵을 동시에 우승해서 리그 더블을 기록한 경우 에레디비시 2위팀이 참가한다. 지금까지 1998년, 2002년, 2019년 (2위팀 PSV) 및 2005년 (2위팀 아약스) 대회에서 리그 2위팀이 참가했다.

### 장소
1991~1993년 및 1995년 대회는 스타디온 페예노르트에서 열렸고 1994년 대회는 암스테르담 올림픽 주경기장에서 열렸다.
1996년부터 대회 구성이 변경되면서 2016년까지 암스테르담에 위치한 요한 크라위프 아레나에서 경기를 가졌다.
2017년부터는 에레디비시 우승팀의 홈구장에서 대회가 개최되는 것으로 변경되었다.

### 규칙
- 정규 시간은 90분이다.
- 12명의 교체 명단을 등록할 수 있으며 최대 3명까지 교체할 수 있다.
- 정규 시간동안 양 팀이 무승부일 경우 연장전없이 승부차기로 우승팀을 결정한다.

대회에서 받은 경고는 경기 종료 후 소멸되며 한 선수가 두 장의 경고를 받고 경기에서 퇴장 당한 경우 다음 대회에 출장이 금지된다. 이는 3년 후에 만료된다. 레드 카드를 받고 곧바로 퇴장 당한 경우 출장 정지의 효력은 KNVB가 주관하는 모든 대회에 적용된다.

## 트로피
트로피는 지름 60cm인 방패모양의 은색판이다. 에레디비시 트로피와 비슷한 모양이며 2017년부터 트로피의 디자인이 변경되어 요한 크라위프의 모습을 딴 로고가 새겨지며 그의 등번호를 상징하는 14개의 모서리로 이루어져 있다. 트로피에는 다음의 문구가 새겨져 있다.
- 상단 가장자리 : Johan Cruijff Schaal
  - 대회 명칭이 새겨져 있다.

- 중앙 : Ajax PSV Eindhoven
  - 트로피 가운데 부분에는 오각형 모양의 요한 크라위프의 로고가 그려져 있는데 로고 하단의 양쪽 모서리에는 대회에 참가하는 구단의 명칭이 새겨져 있으며 KNVB컵 우승팀의 이름이 왼쪽에 쓰인다.

- 하단 가장자리 : KNVB • EDITIE XXIV • 2024
  - KNVB의 이름과 대회 횟수가 로마 숫자로 표기되어 있고 경기가 열린 연도가 아라비아 숫자로 새겨져 있다.

## 역대 대회

### 역대 경기
| 회차               | 날짜                                 | 리그 우승팀                          | 컵 우승팀                            | 스코어                               | 개최지                               |
| 네덜란드 슈퍼컵    | 네덜란드 슈퍼컵                      | 네덜란드 슈퍼컵                      | 네덜란드 슈퍼컵                      | 네덜란드 슈퍼컵                      | 네덜란드 슈퍼컵                      |
| ------------------ | ------------------------------------ | ------------------------------------ | ------------------------------------ | ------------------------------------ | ------------------------------------ |
| 1회                | 1949년 6월 25일                      | SVV                                  | 퀵 1888                              | 2 – 0                                | 네이메헌, 호퍼르트 스타디온          |
| 2회                | 1989년 8월 8일                       | PSV                                  | 아약스                               | 대회 취소                            | 대회 취소                            |
| PTT 텔레콤컵       |                                      |                                      |                                      |                                      |                                      |
| 2회                | 1991년 8월 14일                      | PSV                                  | 페예노르트                           | 0 – 1                                | 로테르담, 스타디온 페예노르트        |
| 3회                | 1992년 8월 12일                      | PSV                                  | 페예노르트                           | 1 – 0                                | 로테르담, 스타디온 페예노르트        |
| 4회                | 1993년 8월 8일                       | 페예노르트                           | 아약스                               | 0 – 4                                | 로테르담, 스타디온 페예노르트        |
| 네덜란드 슈퍼컵    |                                      |                                      |                                      |                                      |                                      |
| 5회                | 1994년 8월 21일                      | 아약스                               | 페예노르트                           | 3 – 0                                | 암스테르담, 올림픽 스타디움          |
| 6회                | 1995년 8월 16일                      | 아약스                               | 페예노르트                           | 2 – 1 (연)                           | 로테르담, 스타디온 페예노르트        |
| 요한 크라위프 스할 |                                      |                                      |                                      |                                      |                                      |
| 7회                | 1996년 8월 18일                      | 아약스                               | PSV                                  | 0 – 3                                | 암스테르담, 암스테르담 아레나        |
| 8회                | 1997년 8월 17일                      | PSV                                  | 로다 JC                              | 3 – 1                                | 암스테르담, 암스테르담 아레나        |
| 9회                | 1998년 8월 16일                      | 아약스                               | PSV                                  | 0 – 2                                | 암스테르담, 암스테르담 아레나        |
| 10회               | 1999년 8월 8일                       | 페예노르트                           | 아약스                               | 3 – 2                                | 암스테르담, 암스테르담 아레나        |
| 11회               | 2000년 8월 13일                      | PSV                                  | 로다 JC                              | 2 – 0                                | 암스테르담, 암스테르담 아레나        |
| 12회               | 2001년 8월 12일                      | PSV                                  | FC 트벤터                            | 3 – 2                                | 암스테르담, 암스테르담 아레나        |
| 13회               | 2002년 8월 11일                      | 아약스                               | PSV                                  | 3 – 1                                | 암스테르담, 암스테르담 아레나        |
| 14회               | 2003년 8월 10일                      | PSV                                  | FC 위트레흐트                        | 3 – 1                                | 암스테르담, 암스테르담 아레나        |
| 15회               | 2004년 8월 8일                       | 아약스                               | FC 위트레흐트                        | 2 – 4                                | 암스테르담, 암스테르담 아레나        |
| 16회               | 2005년 8월 5일                       | PSV                                  | 아약스                               | 1 – 2                                | 암스테르담, 암스테르담 아레나        |
| 17회               | 2006년 8월 13일                      | PSV                                  | 아약스                               | 1 – 3                                | 암스테르담, 암스테르담 아레나        |
| 18회               | 2007년 8월 11일                      | PSV                                  | 아약스                               | 0 – 1                                | 암스테르담, 암스테르담 아레나        |
| 19회               | 2008년 8월 23일                      | PSV                                  | 페예노르트                           | 2 – 0                                | 암스테르담, 암스테르담 아레나        |
| 20회               | 2009년 7월 25알                      | AZ                                   | 헤이렌베인                           | 5 – 1                                | 암스테르담, 암스테르담 아레나        |
| 21회               | 2010년 7월 31일                      | FC 트벤터                            | 아약스                               | 1 – 0                                | 암스테르담, 암스테르담 아레나        |
| 22회               | 2011년 7월 30일                      | 아약스                               | FC 트벤터                            | 1 – 2                                | 암스테르담, 암스테르담 아레나        |
| 23회               | 2012년 8월 5일                       | 아약스                               | PSV                                  | 2 – 4                                | 암스테르담, 암스테르담 아레나        |
| 24회               | 2013년 7월 27일                      | 아약스                               | AZ                                   | 3 – 2 (연)                           | 암스테르담, 암스테르담 아레나        |
| 25회               | 2014년 8월 3일                       | 아약스                               | PEC 즈볼레                           | 0 – 1                                | 암스테르담, 암스테르담 아레나        |
| 26회               | 2015년 8월 2일                       | PSV                                  | FC 흐로닝언                          | 3 – 0                                | 암스테르담, 암스테르담 아레나        |
| 27회               | 2016년 7월 31일                      | PSV                                  | 페예노르트                           | 1 – 0                                | 암스테르담, 암스테르담 아레나        |
| 28회               | 2017년 8월 5일                       | 페예노르트                           | 비테세                               | 1 – 1 (4 – 2 ) (승)                  | 로테르담, 스타디온 페예노르트        |
| 29회               | 2018년 8월 4일                       | PSV                                  | 페예노르트                           | 0 – 0 (5 – 6) (승)                   | 에인트호번, 필립스 스타디온          |
| 30회               | 2019년 7월 27일                      | 아약스                               | PSV                                  | 2 – 0                                | 암스테르담, 요한 크라위프 아레나     |
| 31회               | 네덜란드의 코로나19 범유행으로 취소. | 네덜란드의 코로나19 범유행으로 취소. | 네덜란드의 코로나19 범유행으로 취소. | 네덜란드의 코로나19 범유행으로 취소. | 네덜란드의 코로나19 범유행으로 취소. |
| 31회               | 2021년 8월 7일                       | 아약스                               | PSV                                  | 0 – 4 (0 – 2)                        | 암스테르담, 요한 크라위프 아레나     |
| 32회               | 2022년 7월 30일                      | 아약스                               | PSV                                  | 3 – 5                                | 암스테르담, 요한 크라위프 아레나     |
| 33홰               | 2023년 8월 4일                       | 페예노르트                           | PSV                                  | 0 – 1                                | 로테르담, 스타디온 페예노르트        |
| 34회               | 2024년 8월 4일                       | PSV                                  | 페예노르트                           | 4 – 4 (2 – 4) (승)                   | 에인트호번, 필립스 스타디온          |
| 35회               | 2025년 8월 3일                       |                                      |                                      | –                                    | 에인트호번, 필립스 스타디온          |

- 굵은 글씨는 우승팀을 의미한다.
- 표시가 있는 팀은 에레디비시와 KNVB 베커르를 동시에 우승한 팀을 나타낸다.

### 역대 우승팀
아래의 표는 각 구단별 우승기록을 보여준다.
| 구단명     | 우승 | 준우승 | 우승 연도                                                                          | 준우승 연도                                                |
| ---------- | ---- | ------ | ---------------------------------------------------------------------------------- | ---------------------------------------------------------- |
| PSV        | 14   | 8      | 1992, 1996, 1997, 1998, 2000, 2001, 2003, 2008, 2012, 2015, 2016, 2021, 2022, 2023 | 1991, 2002,2005,2006, 2007, 2018, 2019, 2024               |
| 아약스     | 9    | 10     | 1993, 1994, 1995, 2002, 2006, 2007, 2013, 2019                                     | 1996, 1998, 1999, 2004, 2010, 2011, 2012, 2014, 2021, 2022 |
| 페예노르트 | 5    | 7      | 1991, 1999, 2017, 2018, 2024                                                       | 1992, 1993, 1994, 1995, 2008, 2016, 2023                   |
| 트벤터     | 2    | 1      | 2010, 2011                                                                         | 2001                                                       |
| 위트레흐트 | 1    | 1      | 2004                                                                               | 2003                                                       |
| 알크마르   | 1    | 1      | 2009                                                                               | 2013                                                       |
| SVV        | 1    | –      | 1949                                                                               | –                                                          |
| 즈볼레     | 1    | –      | 2014                                                                               | –                                                          |
| 로다       | –    | 2      | –                                                                                  | 1997, 2000                                                 |
| 퀵 1888    | –    | 1      | –                                                                                  | 1949                                                       |
| 헤이렌베인 | –    | 1      | –                                                                                  | 2009                                                       |
| 흐로닝언   | –    | 1      | –                                                                                  | 2015                                                       |
| 비테세     | –    | 1      | –                                                                                  | 2017                                                       |